# Centena di Odense

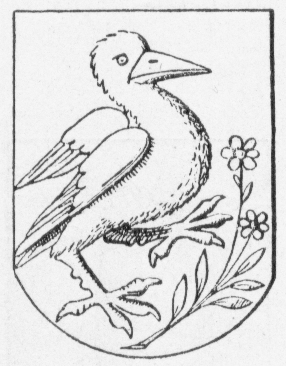
Stemma

La centena di Odense (in danese Odense Herred) fu dal 1793 una ripartizione storica della contea e diocesi di Odense, nell'attuale Danimarca. La centena era tuttavia molto più antica, essendo stata formata nel medioevo raggruppando le parrocchie di Bellinge, Brylle, Brændekilde, Dalum, Fangel, Korup, Næsby, Næsbyhoved-Broby, Paarup, Sanderum, Stenløse, Tommerup, Ubberud, Verninge e Vissenbjerg, che in larga maggioranza, tranne le quattro più occidentali, sono parte dell'odierno territorio comunale di Odense.